# TMF Kweekvijver
TMF Kweekvijver was een Nederlands talentenjachtprogramma op de Nederlandse muziekzender TMF. In het programma werd er gezocht naar nieuw talent op het gebied van muziek, regie en organisatie. De eerste uitzending vond op 1 februari 2006 plaats.
Iedere twee maanden lanceert TMF Kweekvijver een videoclip van een nieuw talent. De videoclip wordt geregisseerd door nieuw regietalent. TMF verzorgt zelf de crew en locatie, waarna de clip een week lang veel airplay krijgt. De kijkers bepalen via sms of de talenten toekomst hebben.
Tot nu toe kwamen de volgende artiesten uit de Kweekvijver, met als grote winnares in 2006 Dennis en in 2007 The Girls.
- Ninthe
- Absent Minded
- Darryl
- Dennis (winnares 2006 volgens publiek en vakjury)
- Good Things End
- La Melodia
- Jeremy's
- The Girls (winnaar 2007)